# Lithocarpus daphnoideus
Lithocarpus daphnoideus là một loài thực vật có hoa trong họ Cử. Loài này được (Blume) A.Camus mô tả khoa học đầu tiên năm 1931.